# 生物地理学

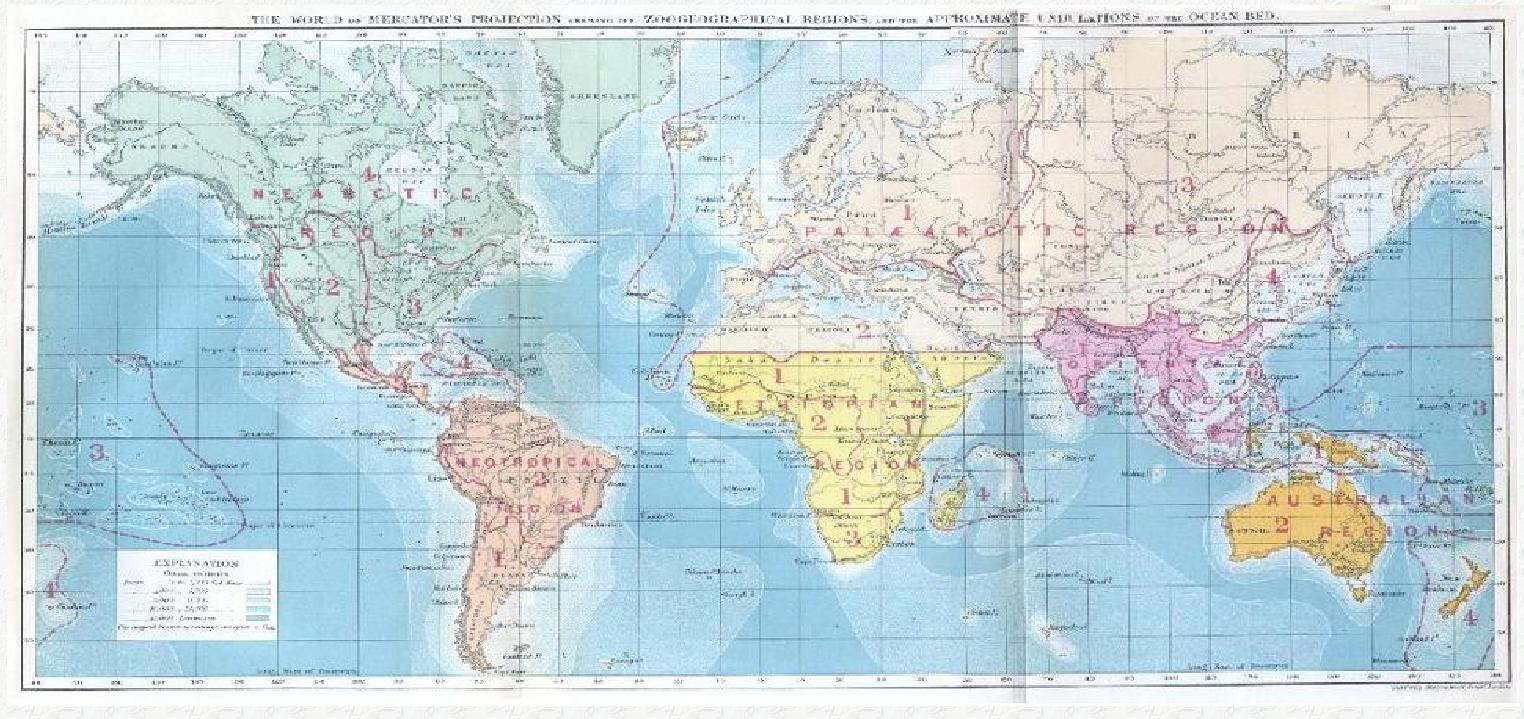
アルフレッド・ラッセル・ウォレス著『動物の地理的分布』より、6動物地理区を記した地図

生物地理学（せいぶつちりがく、英語: biogeography, biological geography）は、地球上の生物の分布や生態系について、地理空間や地質年代との関係を研究する自然科学の一部門である。
個体群や生物群集は、地理的勾配（緯度、高度、空間的な隔離、生息環境）にしたがって異なる適応が観察され、地理的勾配に依存した強い規則性を持っている。
私たちヒトの初期の祖先が、自然地理を予測し、異なる様々な環境に適応してきたように、生物の数や種類の空間的変化を知ることは極めて重要である｡
生物地理学は生態学、進化生物学、地質学、自然地理学の概念や情報を統合した、学際的な探求分野である。
扱う対象によって動物地理学・植物地理学等に分けられることもあるが、植物と動物の間には、共進化や食う食われるの関係などの密接な種間関係があり、分布の状況が似る傾向があるため、生物地理学として一括で扱われることが多い。
特定の地域（あるいは地球全体）の生態の解明に重点を置いた生態地理学、生態の区分論・区分の成立過程を解明する区系地理学、そしてプレートテクトニクス理論と生物分布の変遷の関係を解明する歴史生物地理学に細分化されるが、現在は歴史生物地理学が主体的で、古生物学との連携も大きい。こうした分布域とプレートの動きの連関を探るには、広範な分野への関心が必須である。
現代の生物地理学研究は、生物の分散に関する生理的、生態的制約から、世界的な空間スケールや進化的なタイムスケールではたらいている地理的、気候的現象まで、多くの分野の情報やアイデアを組み合わせている｡